# Hawaii Five-0
Hawaii Five-0 è una serie televisiva statunitense prodotta dal 2010 al 2020.
Creata da Leonard Freeman, è il reboot di Hawaii Squadra Cinque Zero, serie prodotta dal 1968 al 1980. Il titolo della serie contiene lo "0", a differenza della "O" maiuscola della serie originaria. Come la precedente, anche questa serie segue le vicende di un'unità di polizia d'élite istituita per combattere il crimine nello Stato delle Hawaii. Uno degli sviluppatori della serie, Peter M. Lenkov, ha poi sviluppato altre due serie, MacGyver e Magnum P.I., reboot di storiche serie televisive poliziesche, ambientandole nello stesso universo immaginario.
La serie è trasmessa in prima visione negli Stati Uniti da CBS dal 20 settembre 2010. In Italia è trasmessa da Rai 2 dal 6 marzo 2011, e in Svizzera da RSI LA2 dal 10 aprile 2011.

## Trama
Steve McGarrett, un capitano di corvetta dei Navy SEAL decorato, ritorna a Honolulu, sua città natale, per investigare sulla morte del padre, ucciso da una banda di criminali che McGarrett conosce molto bene. In quest'occasione viene convinto dal governatore delle Hawaii a formare una speciale task force della State Police – gestita secondo le sue regole – per combattere la crescente criminalità nell'arcipelago: in cambio avrà a sua disposizione tutti i mezzi necessari per portare avanti l'indagine sull'omicidio del padre. Steve chiama a fare parte della squadra il detective Daniel "Danny" Williams, detto anche "Danno", un poliziotto del New Jersey appena trasferitosi per stare vicino alla figlia, che vive a Honolulu assieme alla madre e al nuovo compagno di lei; Chin Ho Kelly, un ex detective del luogo, ingiustamente accusato di corruzione; e Kona "Kono" Kalakaua, la cugina di Chin, una giovane e spavalda agente fresca di accademia, desiderosa di fare parte della nuova squadra, per la quale il gruppo sceglie il nome di Five-0.

## Episodi
| Stagione         | Episodi | Prima TV USA | Prima TV in italiano |
| ---------------- | ------- | ------------ | -------------------- |
| Prima stagione   | 24      | 2010-2011    | 2011                 |
| Seconda stagione | 23      | 2011-2012    | 2012                 |
| Terza stagione   | 24      | 2012-2013    | 2013                 |
| Quarta stagione  | 22      | 2013-2014    | 2014                 |
| Quinta stagione  | 25      | 2014-2015    | 2015                 |
| Sesta stagione   | 25      | 2015-2016    | 2016-2017            |
| Settima stagione | 25      | 2016-2017    | 2017                 |
| Ottava stagione  | 25      | 2017-2018    | 2018                 |
| Nona stagione    | 25      | 2018-2019    | 2019-2020            |
| Decima stagione  | 22      | 2019-2020    | 2020-2021            |

## Personaggi e interpreti

### Personaggi principali
- Steven "Steve" McGarrett (stagioni 1-10), interpretato da Alex O'Loughlin, doppiato da Riccardo Niseem Onorato.
È il protagonista della serie. Già Navy SEAL e capitano di corvetta dei servizi informativi della Marina degli Stati Uniti, entra a fare parte della squadra speciale Hawaii Five-0 di Honolulu, come comandante della squadra insieme con Kono Kalakaua, Danny Williams e Chin Ho Kelly, per catturare gli assassini del proprio padre. Steve ha il nome di suo nonno, un veterano della Marina degli Stati Uniti della seconda guerra mondiale; suo padre invece ha combattuto in Vietnam ed è successivamente diventato sergente della polizia di Honolulu. Quando Steve aveva sedici anni sua madre morì in un incidente stradale (in realtà da lei orchestrato, visto che si rivelerà un'agente della CIA). Dopo il liceo Steve entrò nella Marina degli Stati Uniti combattendo per sei anni in Iraq e Afghanistan come operativo dei Navy SEAL, totalizzando il punteggio più alto durante l'addestramento (BUD/S 203). Durante il corso di selezione per i Seal, McGarrett conobbe il commilitone Freddy Hart, con il quale strinse amicizia e che divenne come un fratello per lui, morendo per salvargli la vita durante un'operazione in Corea del Nord. Ha un rapporto di amicizia con il già Navy SEAL Sam Hanna, uno dei protagonisti della serie NCIS: Los Angeles; è ipotizzabile che i due possano avere fatto parte della stessa squadra Seal, essendo stati entrambi di stanza a Coronado durante il loro servizio. Successivamente McGarrett entrò a fare parte dei servizi segreti della Marina, in cui trascorse cinque anni. In occasione della caccia a Victor Hesse, l'assassino del proprio padre, fonderà la squadra Five-0.
- Daniel "Danny" Williams (stagioni 1-10), interpretato da Scott Caan, doppiato da Edoardo Stoppacciaro.
È un detective della polizia di Newark appena trasferitosi alle Hawaii per stare vicino alla figlia, Grace, che vive sull'isola assieme alla ex moglie, Rachel. Rispetto a McGarrett è meno impulsivo e più riflessivo, e questo differente approccio alle indagini è una costante fonte di screzi e battute tra i due. È l'unica persona dell'isola che indossa sempre la cravatta.
- Chin Ho Kelly (stagioni 1-7), interpretato da Daniel Dae Kim, doppiato da Luigi Ferraro.
È un ex membro del dipartimento di polizia dell'isola, in passato ingiustamente accusato di corruzione. Era il pupillo del padre di Steve. Al termine della settima stagione gli verrà proposto il ruolo di capo di una task force sul modello della Five-0 a San Francisco, con la promessa che del team farà parte anche Abby Dunn, detective della polizia di San Francisco e sua attuale compagna.
- Kono Kalakaua (stagioni 1-7), interpretata da Grace Park, doppiata da Federica De Bortoli.
È la cugina di Chin Ho, una giovane ragazza appena uscita dall'accademia di polizia, ex surfista professionista. Al termine della settima stagione si reca in Nevada per entrare in una task force creata per smantellare un traffico di ragazzine utilizzate come schiave del sesso.
- M. E. Max Bergman (stagioni 2-7, ricorrente 1, guest 10), interpretato da Masi Oka, doppiato da Raffaele Palmieri.
È il medico legale del dipartimento di polizia. Suona il pianoforte, ed è un appassionato di fantascienza. Lascerà la serie nel corso della settima stagione per andare in missione in Africa per conto di Medici senza frontiere, venendo sostituito dalla dottoressa Noelani Chuna.
- Lori Weston (stagione 2), interpretata da Lauren German, doppiata da Francesca Manicone.
È un'ex agente della National Security Agency, assegnata alla squadra dal governatore Denning per controllare che vengano seguite alla regola tutte le procedure adeguate durante le varie indagini.
- Catherine Rollins (stagioni 3-4, ricorrente 1-2, guest 5-10), interpretata da Michelle Borth, doppiata da Rachele Paolelli.
È ufficiale della United States Navy, tenente nella USS Enterprise che intrattiene un'altalenante relazione con Steve. Lascia in seguito la Marina ed entra nella squadra.
- Lou Grover (stagioni 4-10), interpretato da Chi McBride, doppiato da Pasquale Anselmo.
Capitano della squadra SWAT. Ha un rapporto di amore e odio con Steve. Lasciata la SWAT per motivi disciplinari, accetterà la proposta di Steve di entrare a fare parte della squadra.
- Jerry Ortega (stagioni 5-9, ricorrente 4), interpretato da Jorge Garcia, doppiato da Corrado Conforti.
Un teorico della cospirazione che assiste la task force Five-0 in vari casi. Ha frequentato il liceo insieme a Chin Ho Kelly. Nel corso della settima stagione gli verrà consegnato il distintivo della Five-0, diventando quindi membro effettivo della squadra.
- Adam Noshimuri (stagione 8-10, ricorrente 2-7), interpretato da Ian Anthony Dale, doppiato da Christian Iansante.
È il figlio di Hiro Noshimuri, capo della Yakuza; cerca di legalizzare gli affari di famiglia dopo il rapimento e la successiva morte del padre. Ha una relazione con Kono Kalakaua, per salvare la quale uccide suo fratello Michael. Successivamente i due si sposeranno.
- Kamekona Tupuola (stagione 8-10, ricorrente 1-7), interpretato da Taylor Wily, doppiato da Alberto Bognanni.
È il proprietario del chiosco "Waiola Shave Ice" e informatore riservato della squadra. Un suo lontano cugino, Thomas Hoapili, era un maestro di Kapu Kuialua, un'antica arte marziale hawaiiana, come anche la figlia di Thomas, Maggie.
- Duke Lukela (stagione 8-10, ricorrente 1-7), interpretato da Dennis Chun.
Sergente del HPD, funge da collegamento con la Five-0. Fin dall'inizio si dimostra uno dei pochi poliziotti non ostili alla squadra, inoltre conosce personalmente il padre di Steve. È sposato con Nalani, interpretata da Laura Mellow, realmente compagna dell'attore. Il padre di Dennis Chun, Kam Fong Chun, interpretava il personaggio di Chin Ho Kelly nella serie originale.
- Noelani Chuna (stagione 8-10, ricorrente 7), interpretata da Kimee Balmilero, doppiata da Eva Padoan. 
È il nuovo medico legale in sostituzione del dottor Max Bergman.
- Tani Rey (stagione 8-10), interpretata da Meaghan Rath, doppiata da Gemma Donati.
È la nuova agente della Five-0, stava per sostenere l'esame per entrare in polizia ma fu espulsa dall'accademia per avere tirato un pugno all'istruttore.
- Junior Reigns (stagione 8-10), interpretato da Beulah Koale, doppiato da Simone Crisari.
È un ex Navy SEAL ed è la nuova recluta della Five-0.
- Quinn Liu (stagione 10), interpretata da Katrina Law, doppiata da Francesca Manicone.
È la nuova arrivata del Five-0. È stata anche sergente delle Forze Speciali congedata per insubordinazione.

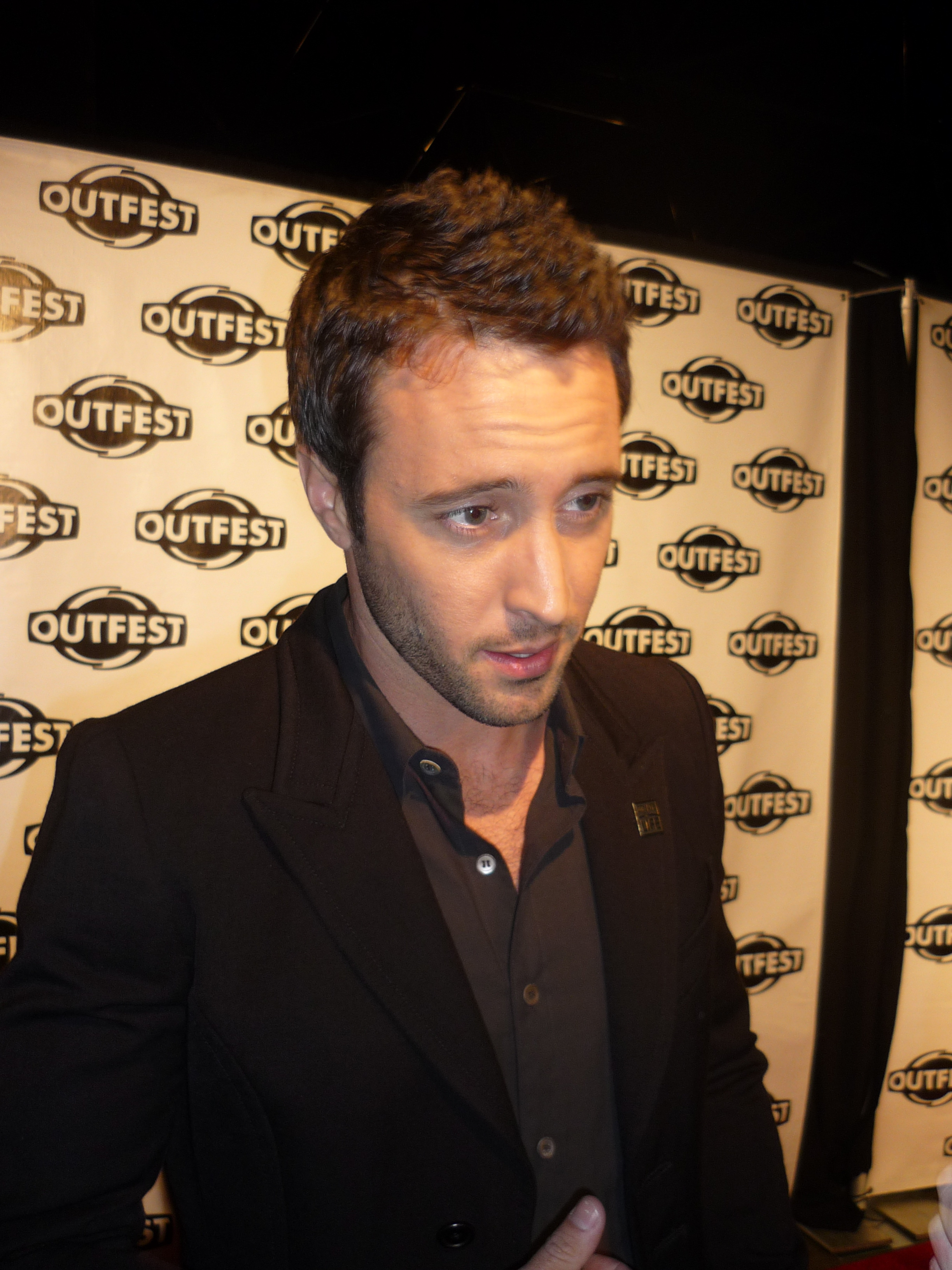
Alex O'Loughlin interpreta Steve McGarrett
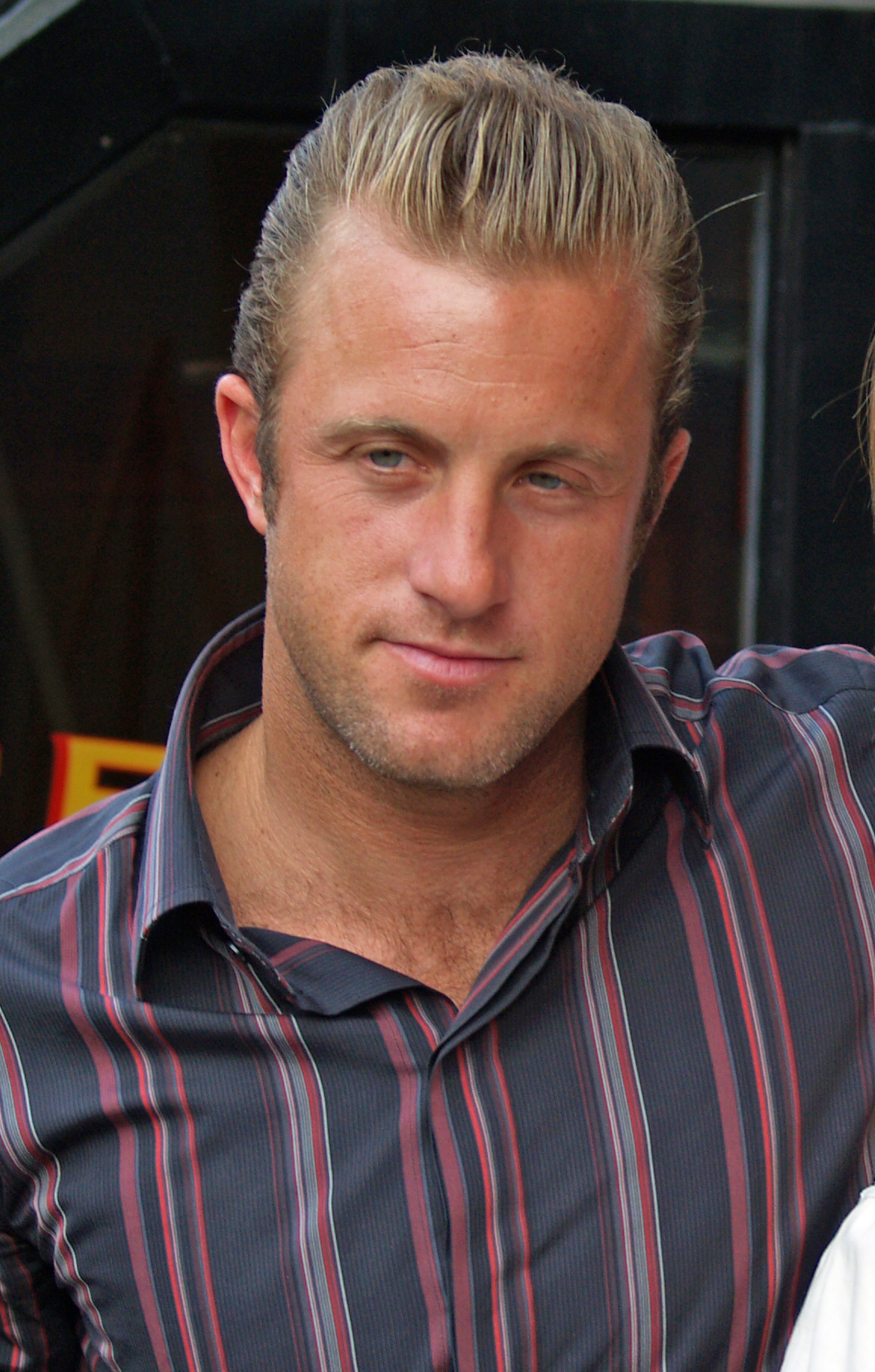
Scott Caan interpreta Danny Williams
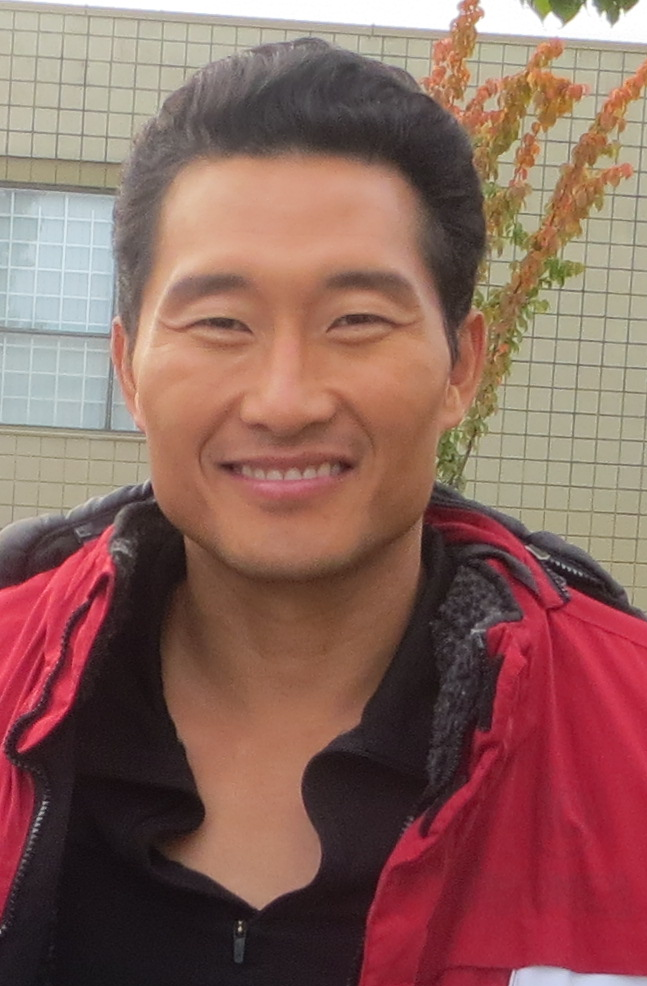
Daniel Dae Kim interpreta Chin Ho Kelly
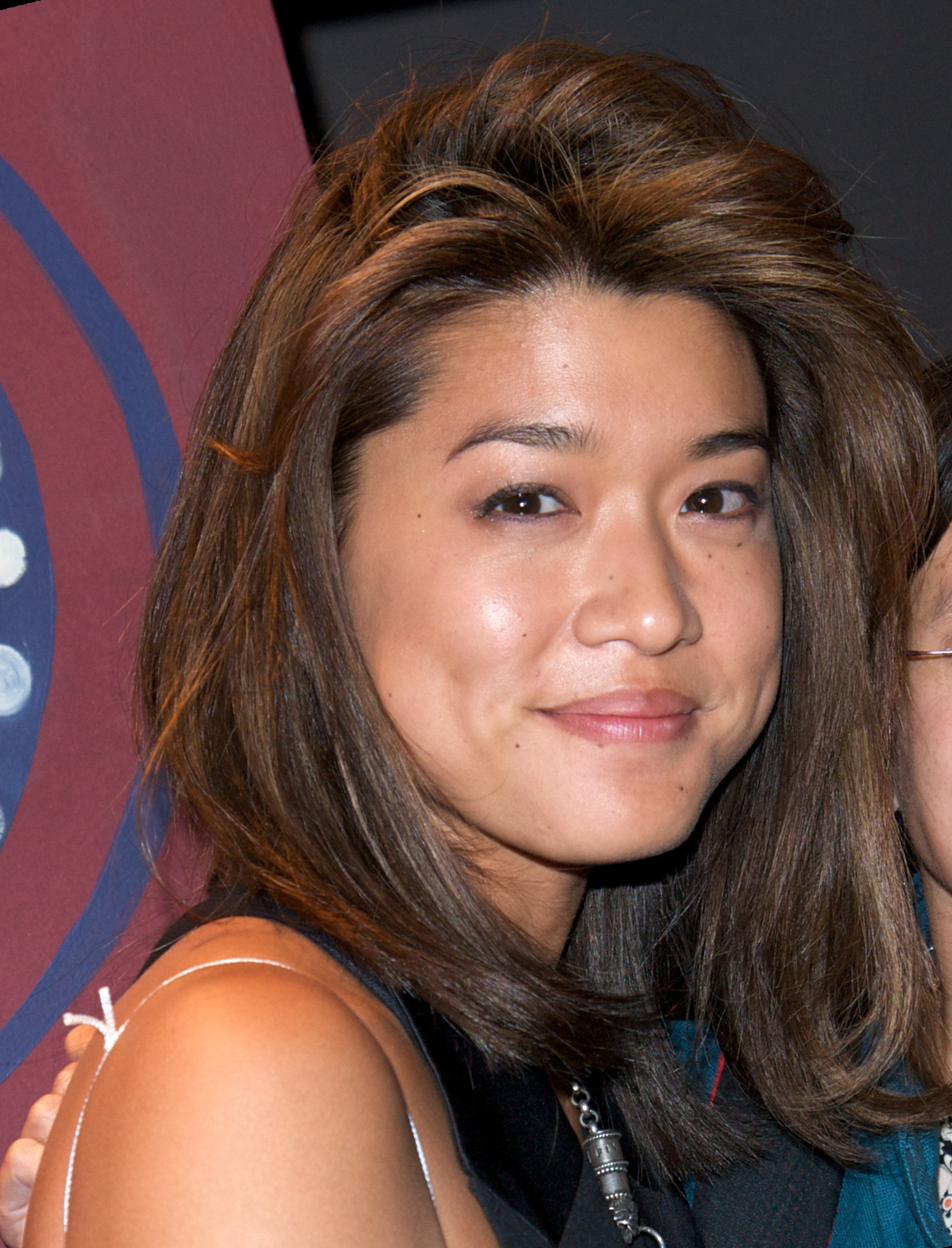
Grace Park interpreta Kono Kalakaua
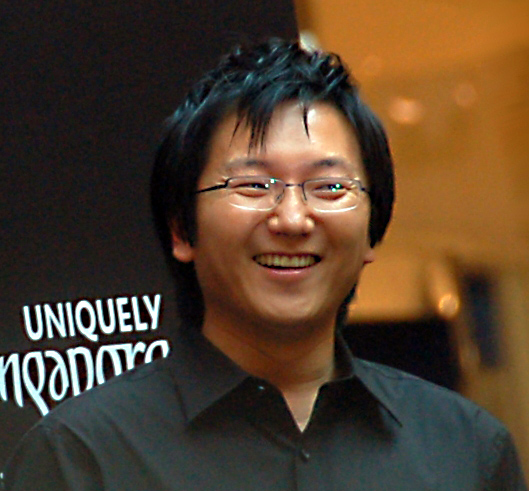
Masi Oka interpreta Max Bergman
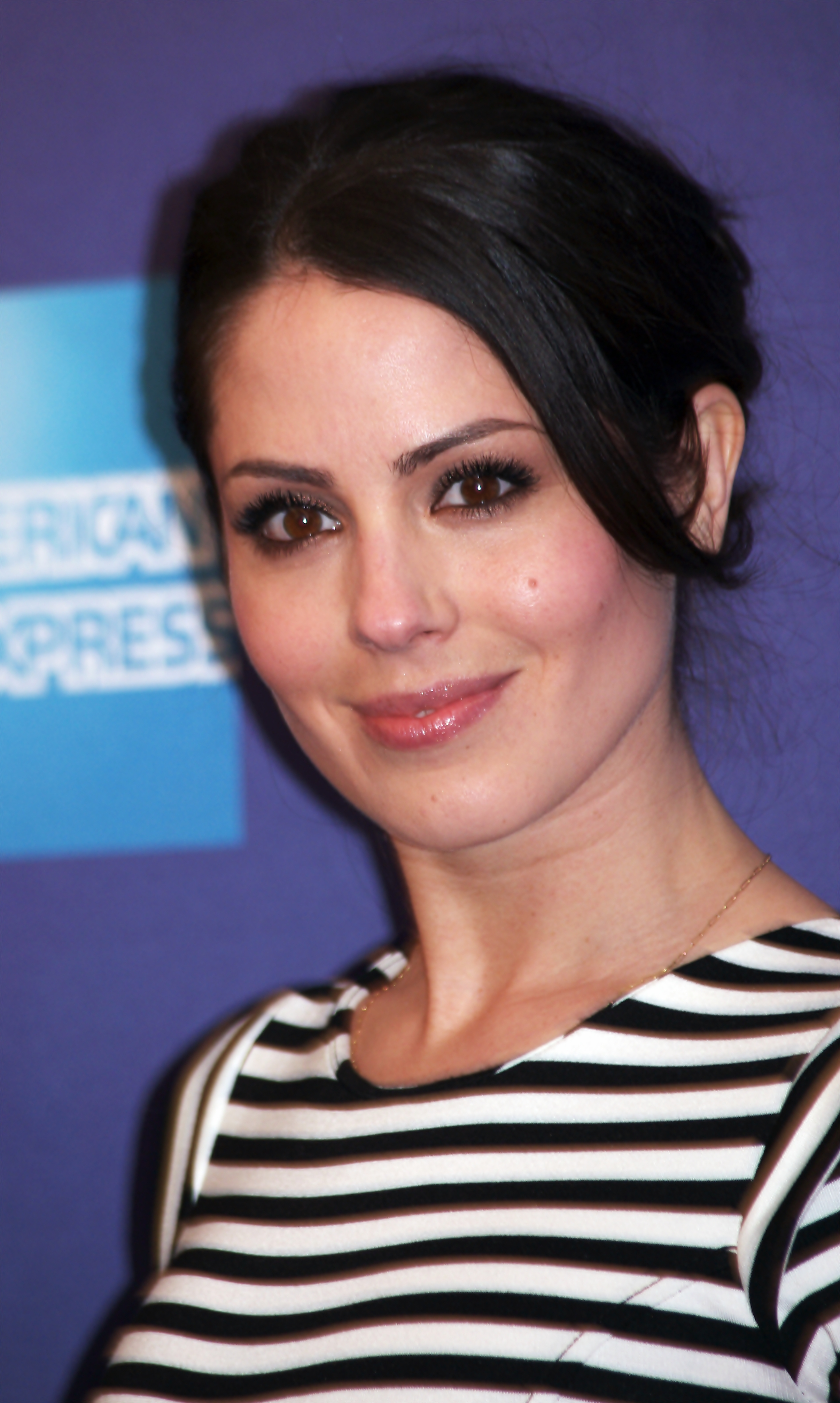
Michelle Borth interpreta Catherine Rollins
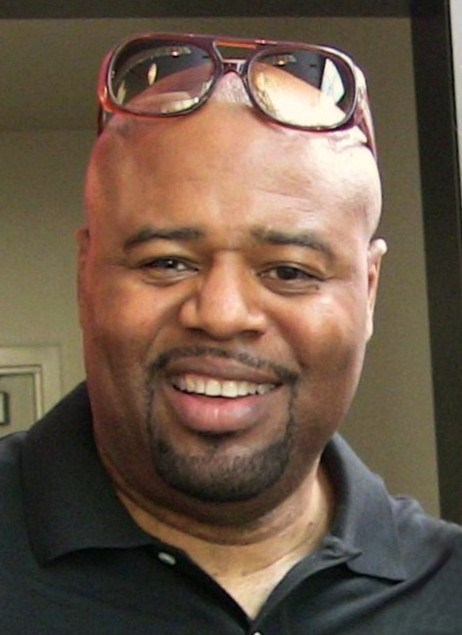
Chi McBride interpreta Lou Grover
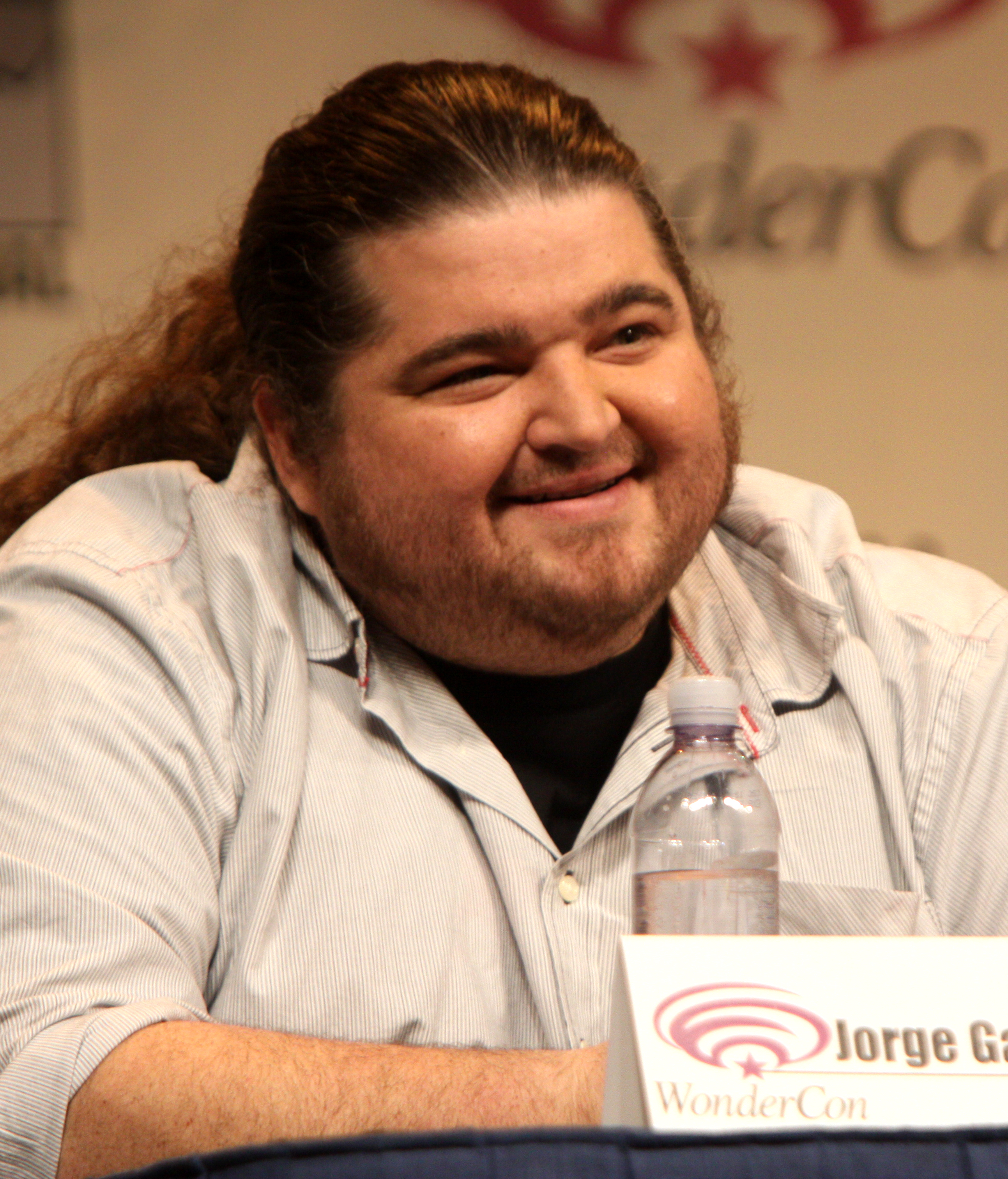
Jorge Garcia interpreta Jerry Ortega
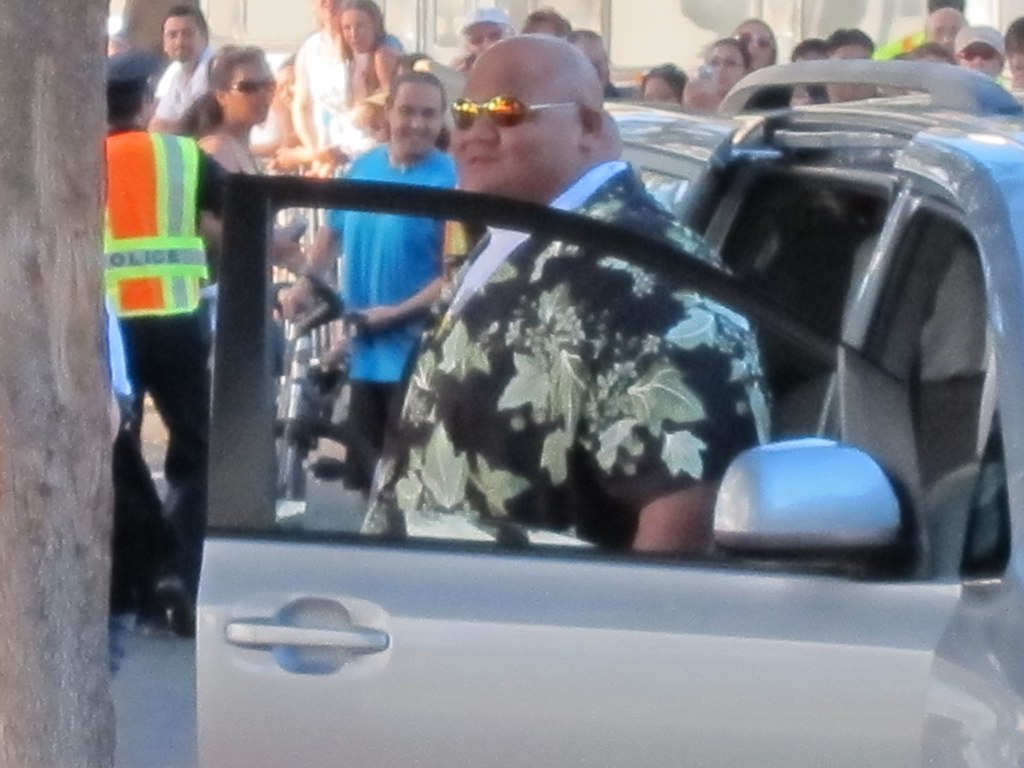
Taylor Wily interpreta Kamekona Tupuola
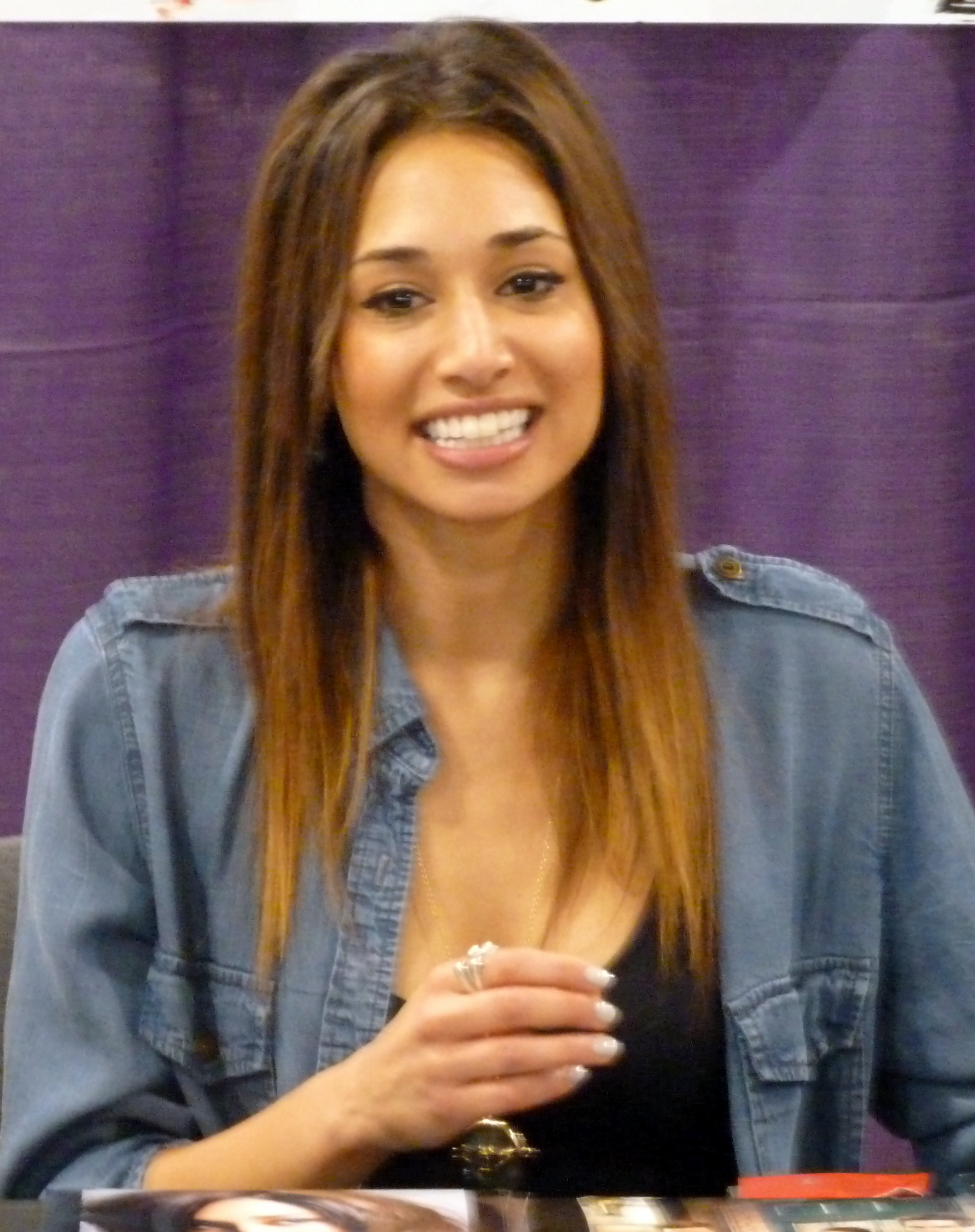
Meaghan Rath interpreta Tani Rey
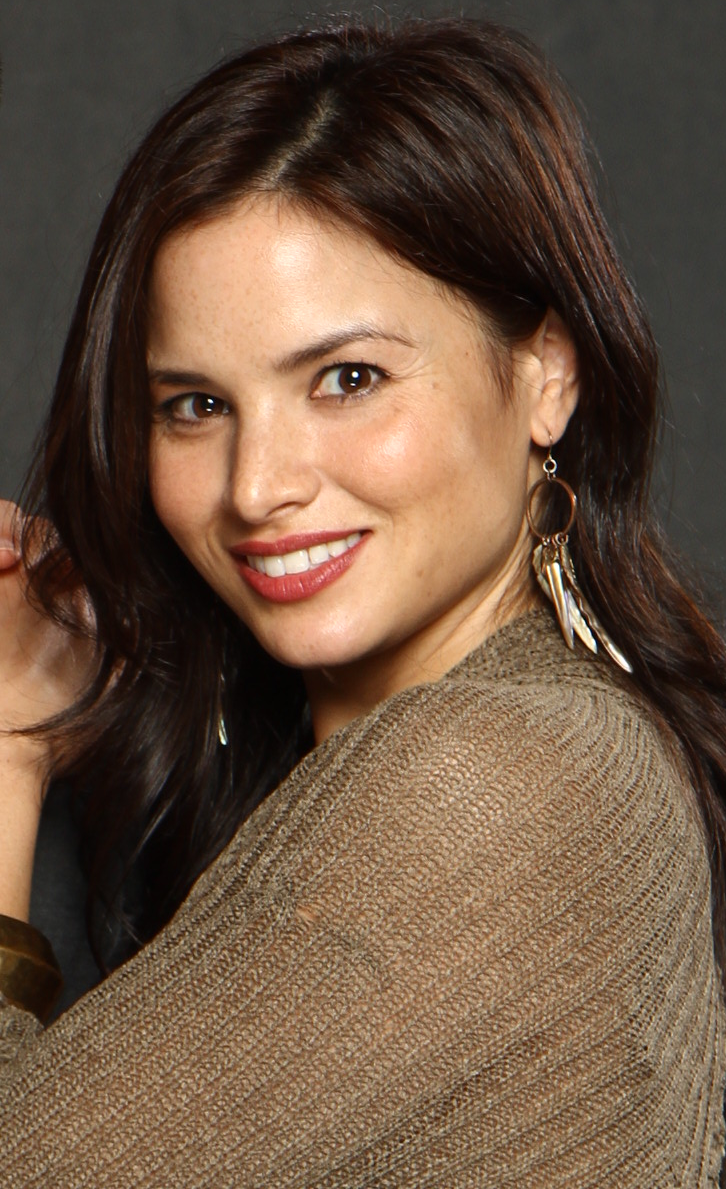
Katrina Law interpreta Quinn Liu

### Personaggi secondari
- Patricia "Pat" Jameson, interpretata da Jean Smart, doppiata da Aurora Cancian.
È la governatrice delle Hawaii. È stata lei a permettere la nascita della task force Five-0; in seguito si scopre essere in accordi con Wo Fat, dal quale viene assassinata in modo da fare accusare dell'omicidio Steve.
- Wo Fat, interpretato da Mark Dacascos, doppiato da Enrico Pallini.
È un potente criminale dell'isola, che ha legami con la Yakuza hawaiiana, mercanti d'armi, terroristi, funzionari governativi, e che potrebbe essere dietro la morte di entrambi i genitori di Steve McGarrett. È anche responsabile di avere incastrato Steve per l'assassinio del governatore Patricia "Pat" Jameson, e di avere ordinato a Victor Hesse di uccidere McGarrett per evitare che investigasse più a fondo, per poi uccidere Victor stesso. Viene arrestato da Steve e conseguentemente trasferito in una prigione federale in Colorado, da cui evade per tornare alle Hawaii dove viene ucciso da Steve.
- Grace Williams, interpretata da Teilor Grubbs, doppiata da Agnese Marteddu.
È la figlia di Danny Williams. Si chiama così dopo che l'ex collega di Danny, quando era ancora al dipartimento di polizia di Newark, fu assassinata durante una perquisizione antidroga l'11 settembre 2001.
- Rachel, interpretata da Claire van der Boom, doppiata da Chiara Gioncardi.
È l'ex moglie di Danny, di origine britannica, che ora vive a Honolulu assieme alla figlia (avuta con Danny) e il nuovo marito, un uomo d'affari.
- Dr. Malia Waincroft, interpretata da Reiko Aylesworth, doppiata da Barbara De Bortoli.
È la fidanzata di Chin, inizialmente i due stavano insieme ma quando Chin venne accusato di corruzione i due si sono lasciati. Dopo diverso tempo i due si sposano ma la loro felicità viene distrutta quando Malia muore per mano di Frank Delano, cosa che devasta Chin.
- Jenna/Jessica Kaye, interpretata da Larisa Oleynik, doppiata da Daniela Calò.
È una ex analista della Central Intelligence Agency, ora consulente della squadra. Laureata ad Harvard in Scienze Politiche con un Master sulla sicurezza globale. La Kaye arriverà direttamente dalla Virginia alle Hawaii per aiutare McGarrett nella cattura della sua nemesi, Wo Fat ( responsabile dell’omicidio del fidanzato di Jessica, un agente della CIA), con cui ha però dei rapporti segreti.
- Joe White, interpretato da Terry O'Quinn, doppiato da Rodolfo Bianchi.
È un ufficiale comandante Navy SEAL che, in passato, aveva addestrato McGarrett e aveva lavorato con il padre in Vietnam. Proprio lui aiuta Steve a capire qualcosa di più sull'omicidio dei suoi genitori.
- Governatore Sam Denning, interpretato da Richard T. Jones.
È il vicegovernatore che dopo la morte di Patricia Jameson ne prende il posto. A differenza della Jameson, Denning non ammette infrazione delle regole per risolvere i casi.
- Victor Hesse, interpretato da James Marsters, doppiato da Roberto Certomà.
È un affiliato a Wo Fat ma soprattutto l'assassino del padre di Steve, che uccide mentre lo stesso Steve sta impedendo in Corea la liberazione del fratello di Victor da parte di una squadra d'assalto. Muore per mano di Wo Fat, dopo che egli ha aiutato Steve a evadere quando venne arrestato con l'accusa di omicidio.
- Sang Min, interpretato da Will Yun Lee, doppiato da Alessandro Budroni.
È un membro della banda criminale Snakehead.
- Doris McGarrett, interpretata da Christine Lahti, doppiata da Stefanella Marrama.
È la madre di Steve e Mary McGarrett.
- Mary Ann McGarrett, interpretata da Taryn Manning, doppiata da Laura Latini (stagione 1), da Monica Bertolotti (stagione 2) e da Ilaria Latini (stagione 3, 6).
È la sorella di Steve.
- Laura Hills, interpretata da Kelly Hu, doppiata da Iolanda Granato.
È un'assistente della governatrice Jameson.
- John McGarrett, interpretato da William Sadler, doppiato da Sergio Di Giulio.
È il padre di Steve e Mary Ann McGarrett, sergente del dipartimento di polizia di Honolulu, presunto vedovo di Doris McGarrett. Fu ucciso per mano di Victor Hesse, avvenimento che condusse alla nascita della task force Five-0. Veterano del Vietnam, raggiunse il grado di tenente di marina prima di entrare nel HPD, al termine del conflitto. È stato il mentore di Chin Ho Kelly durante i suoi primi anni nella polizia. Il padre di John, Steve, morì in azione sulla USS Arizona durante l'attacco di Pearl Harbor.

## Produzione

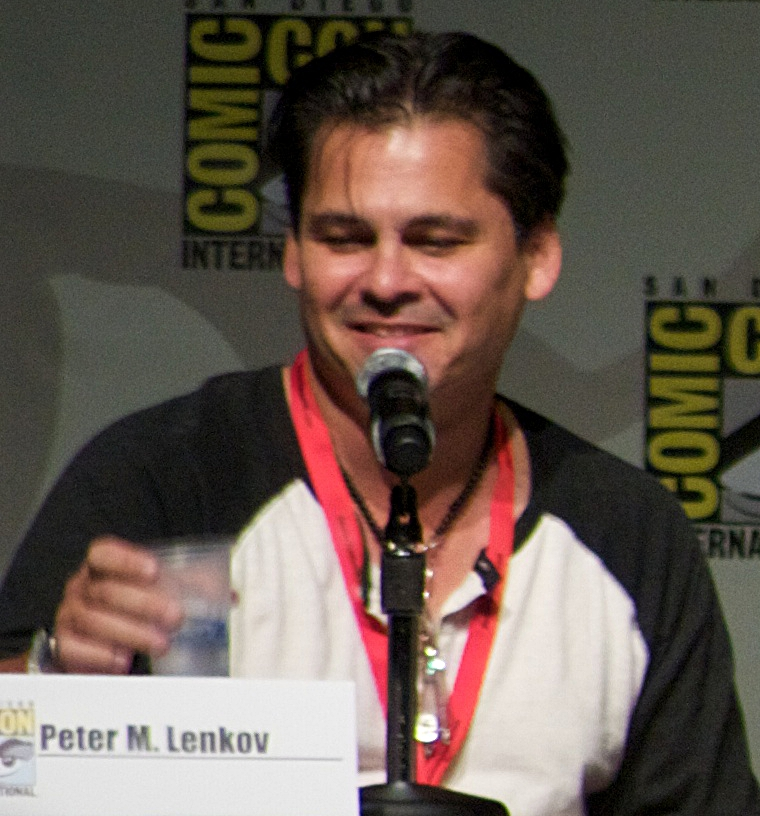
Peter M. Lenkov, produttore esecutivo e principale showrunner della serie

L'idea di realizzare un rifacimento di Hawaii Squadra Cinque Zero è nata ben prima del 2010, anno in cui è stata annunciata Hawaii Five-0. Un primo tentativo ci fu con un episodio pilota di un'ora per una possibile serie televisiva, realizzato nel 1997 ma mai andato in onda: scritto e prodotto da Stephen J. Cannell, venne interpretato da Gary Busey e Russell Wong come nuovi membri della squadra Five-0, mentre l'interprete originale di Danny Williams, James MacArthur, tornò in un cameo interpretando il governatore delle Hawaii. Un altro tentativo venne fatto con l'idea di adattare la serie a un film prodotto dalla Warner Bros., ma anche questo progetto non andò mai in porto.
Il 12 agosto 2008 la CBS ha annunciato la realizzazione della serie, che secondo i piani del network doveva essere pronta per la stagione 2009-2010. L'idea iniziale era quella di realizzare un sequel aggiornato ai giorni nostri, in cui il figlio di McGarrett, Chris, sarebbe succeduto al padre alla guida della squadra dopo la sua morte. Ed Bernero, produttore esecutivo di Criminal Minds, prese la guida del progetto, che non andò oltre la fase di script. Nell'ottobre 2009, Alex Kurtzman e Roberto Orci firmarono il copione di un episodio pilota, con Peter M. Lenkov nel ruolo di showrunner della serie. Kurtzman e Orci decisero di portare avanti un lavoro simile a quanto già fatto da loro con il film Star Trek, ovvero un reboot piuttosto che un sequel della serie originaria.
La produzione del pilot è avvenuta nei dintorni di Honolulu tra il febbraio e l'aprile 2010. Dopo la visione dell'episodio pilota, il 17 maggio 2010 la CBS ha dato il via libera alla realizzazione della serie, la cui produzione è iniziata nel giugno seguente. La messa in onda della prima stagione ha fatto immediatamente di Hawaii Five-0 la nuova serie più popolare e con maggiori ascolti della stagione televisiva 2010-2011.
In occasione del rinnovo per l'ottava stagione escono dal cast due tra i protagonisti, Daniel Dae Kim e Grace Park, a causa del mancato adeguamento dei loro stipendi rispetto a quelli degli altri due protagonisti . Dopo essere stata rinnovata il 10 maggio 2019 per una decima stagione, il 28 febbraio 2020 il presidente della CBS Entertainment, Kelly Kahl, e lo showrunner e co-creatore della serie, Lenkov, hanno ufficializzato che Hawaii Five-0 avrebbe avuto termine dopo dieci stagioni e 240 episodi, con un series final in programma per il successivo 3 aprile.

### Crossover
Alcuni personaggi della serie (Chin Ho Kelly, Kono Kalakaua e Lou Grover) sono apparsi in un crossover con la serie MacGyver; si accenna a McGarrett e Williams, in particolare sembra esserci una rivalità amichevole tra l'assente McGarrett (ex SEAL della Marina) e Jack Dalton (ex Delta Force, cioè forze speciali dell'Esercito).
Un altro, doppio crossover vede la Five-0 collaborare con la squadra di NCIS: Los Angeles; la storia inizia alle Hawaii e finisce in California, e vi compaiono tutti i principali personaggi di ambo le serie.
Un ulteriore crossover è presente nella decima e ultima stagione, in cui nel dodicesimo episodio compaiono i personaggi della serie Magnum P.I., anch'essa ambientata alle Hawaii. La seconda parte della storia si conclude nel dodicesimo episodio della seconda stagione di Magnum P.I., in cui sono presenti alcuni membri della Five-0.

## Riconoscimenti
- 2011 – People's Choice Awards
  - Nuova serie TV drammatica
- 2011 – BMI Film & TV Awards
  - BMI TV Music Award
- 2011 – Golden Globe
  - Candidatura al miglior attore non protagonista in una serie a Scott Caan
- 2011 – Premio Emmy
  - Candidatura alla miglior coordinazione tra stunt
- 2011 – Teen Choice Awards
  - Candidatura alla miglior serie televisiva drammatica
  - Candidatura al miglior attore televisivo drammatico a Daniel Dae Kim
  - Candidatura alla miglior attrice televisiva drammatica a Grace Park
- 2015 – Young Artist Award[13]
  - Candidatura alla miglior performance in una serie televisiva (giovane attrice guest star di anni 17-21) a Chanel Marriott